# Tour Amaia Montero
Fue la quinta gira de la cantante Amaia Montero y la primera gira como solista, teniendo un rotundo éxito, en España y América.

## Tour
Con el éxito de primer disco como solista Amaia Montero embarcaba en su primera gira en solitario con el Tour Amaia Montero, con los más de 80 conciertos por España y América. Esta fue una de las giras más rentables y de más éxito del 2009 en el panorama musical español, presentándose en los aforos tan importantes como el estadio Luna Park, en Argentina, el Movistar Arena en Chile y el Palacio de los Deportes en Colombia. Mientras que en España se presentaba en los festivales más importantes de la región, como en la séptima edición del MTV Day 2009 en donde se encabezó en el cartel principal junto con la cantante australiana Kylie Minogue en la plaza de toros de Las Ventas de Madrid. A diferencia de su gira pasada, el escenario se redujo, al igual que el repertorio de las canciones, ya que contaba solo con 11 canciones de su autoría correspondientes a su primer disco en solitario. En el piso del escenario, tenía estampado el nombre "Amaia" y detrás de este se hallaba una pantalla de grandes dimensiones. La separación de su grupo no influyo en la venta de entradas, ya que se vendieron la mayoría de estas y en algunos casos se tuvo que colgar el cartel de donde dice: "No hay entradas".

## Repertorio
1. Intro
2. Círculos
3. Ni puedo ni quiero
4. Mirando al mar
5. Muñeca de trapo
6. Perdóname
7. 4"
8. Remix: (El 28, Cuídate, Cuéntame al oído, 20 de enero y París)
9. Nadie como tu
10. Te falta rock
11. La bahía del silencio
12. La playa
13. Te voy a decir una cosa
14. Tulipán
15. Por toda una vida
16. Rosas
17. Quiero ser
18. Puedes contar conmigo

## Músicos
1. Alexis Hernández (Teclados)
2. Javier Pedreira (Guitarra y Dirección Musical)
3. José A. Gereñu "Gere" (Bajo)
4. Karlos Aranzegi (Batería)

## Fechas de la gira
| Fecha                    | Ciudad               | País           | Recinto                                |
| ------------------------ | -------------------- | -------------- | -------------------------------------- |
| 23 de diciembre de 2008  | Madrid               | España         | Palacio Vistalegre                     |
| 10 de marzo de 2009      | Tenerife             | España         | Recinto ferial                         |
| 14 de abril de 2009      | Cuzco                | Perú           | Jardín de la cerveza                   |
| 16 de abril de 2009      | Guayaquil            | Ecuador        | Coliseo Voltaire Paladines Polo        |
| 18 de abril de 2009      | Panamá               | Panamá         | Teatro Anayansi                        |
| 19 de abril de 2009      | Managua              | Nicaragua      | Explanada Mundo E                      |
| 21 de abril de 2009      | San Salvador         | El Salvador    | Feria Internacional                    |
| 23 de abril de 2009      | Ciudad de Guatemala  | Guatemala      | Fórum Mundo E                          |
| 25 de abril de 2009      | Madrid               | España         | Barclaycard Center                     |
| 26 de abril de 2009      | San Sebastián        | España         | Kursaal                                |
| 1 de mayo de 2009        | Palma de Mallorca    | España         | Auditorium de Palma de Mallorca        |
| 3 de mayo de 2009        | San Diego            | Estados Unidos | Memorial Park                          |
| 7 de mayo de 2009        | Sevilla              | España         | Pabellón de San Pablo                  |
| 14 de mayo de 2009       | Barcelona            | España         | Auditorio de Barcelona                 |
| 16 de mayo de 2009       | La Coruña            | España         | Coliseum                               |
| 19 de mayo de 2009       | Gijón                | España         | Palacio de los Deportes                |
| 22 de mayo de 2009       | Sevilla              | España         | Pabellón San Pablo                     |
| 24 de mayo de 2009       | Valencia             | España         | Velódromo Luis Puig                    |
| 26 de mayo de 2009       | Barcelona            | España         | Sant Jordi Club                        |
| 28 de mayo de 2009       | Madrid               | España         | Teatro Circo Price                     |
| 29 de mayo de 2009       | Granada              | España         |                                        |
| 30 de mayo de 2009       | Valladolid           | España         | Estadio José Zorrilla                  |
| 6 de junio de 2009       | Roquetas de Mar      | España         | Teatro auditorio                       |
| 10 de junio de 2009      | Toledo               | España         | Recinto ferial La Peraleda             |
| 11 de junio de 2009      | Zaragoza             | España         | La Casa del Loco                       |
| 12 de junio de 2009      | Barcelona            | España         | Auditorio Vallhonrat                   |
| 15 de junio de 2009      | Ciudad de México     | México         | Teatro Metropolitam                    |
| 17 de junio de 2009      | Guadalajara          | México         | Arena VFG                              |
| 19 de junio de 2009      | Bogotá               | Colombia       | Palacio de los Deportes                |
| 22 de junio de 2009      | Caracas              | Venezuela      | Anfiteatro Sambil                      |
| 24 de junio de 2009      | Buenos Aires         | Argentina      | Estadio Luna Park                      |
| 28 de junio de 2009      | Santiago de Chile    | Chile          | Movistar Arena                         |
| 30 de junio de 2009      | Montevideo           | Uruguay        | Cine Teatro Plaza Montevideo           |
| 2 de julio de 2009       | Madrid               | España         | Plaza de Las Ventas de Madrid          |
| 4 de julio de 2009       | Boadilla del Monte   | España         | Campo de fútbol El Nacedero            |
| 21 de julio de 2009      | Santander            | España         | Campo de la Magdalena                  |
| 23 de julio de 2009      | Almusafes            | España         | Campo de fútbol municipal              |
| 25 de julio de 2009      | Ávila                | España         | Plaza de Toros                         |
| 27 de julio de 2009      | Monterrey            | México         | Arena Monterrey                        |
| 4 de agosto de 2009      | El Paso              | España         | Terraza Q Paso-t                       |
| 6 de agosto de 2009      | Sos del Rey Católico | España         | Lonja Medieval en Sos del Rey Católico |
| 8 de agosto de 2009      | Ascó                 | España         | Campo de fútbol                        |
| 10 de agosto de 2009     | Pontevedra           | España         | Plaza de la Herrera                    |
| 16 de agosto de 2009     | Portugalete          | España         | Paseo de Canilla                       |
| 19 de agosto de 2009     | Málaga               | España         | Recinto ferial (Feria de Málaga)       |
| 25 de agosto de 2009     | Paterna              | España         | Aparcamiento del Tarongers             |
| 28 de agosto de 2009     | Linares              | España         | Recinto ferial                         |
| 30 de agosto de 2009     | Palencia             | España         | Pabellón Marta Domínguez               |
| 2 de septiembre de 2009  | Guadix               | España         | Recinto ferial                         |
| 4 de septiembre de 2009  | Alcora               | España         | Pista-jardín de Alcora                 |
| 5 de septiembre de 2009  | Barbastro            | España         | Aparcamiento de la Merced              |
| 6 de septiembre de 2009  | Medina del Campo     | España         | Plaza Mayor                            |
| 8 de septiembre de 2009  | Alcorcón             | España         | Recinto ferial                         |
| 11 de septiembre de 2009 | Cehegín              | España         | Plaza de Toros                         |
| 12 de septiembre de 2009 | Albacete             | España         | Caseta de los Jardinillos              |
| 14 de septiembre de 2009 | Aranda de Duero      | España         | Centro cívico Virgen de las Viñas      |
| 15 de septiembre de 2009 | Fuenlabrada          | España         | Campo de fútbol de la Aldehuela        |
| 18 de septiembre de 2009 | Parla                | España         | Recinto ferial                         |
| 26 de septiembre de 2009 | Abarán               | España         | Parque municipal                       |
| 28 de septiembre de 2009 | Catarroja            | España         | Plaza Mayor                            |
| 2 de octubre de 2009     | Torrejón de Ardoz    | España         | Recinto ferial                         |
| 16 de octubre de 2009    | Bilbao               | España         | Palacio Euskalduna                     |
| 23 de octubre de 2009    | León                 | España         | León Arena                             |
| 24 de octubre de 2009    | Salamanca            | España         | Multiusos Sánchez Paraíso              |
| 31 de octubre de 2009    | Pamplona             | España         | Auditorio Baluarte                     |
| 20 de noviembre de 2009  | Madrid               | España         |                                        |
| 21 de noviembre de 2009  | Burgos               | España         | Teatro Principal Burgos                |
| 12 de diciembre de 2009  | Miranda de Ebro      | España         | Pabellón Multifuncional de Bayas       |
| 29 de enero de 2010      | Mataró               | España         | Sala Privat                            |
| 27 de febrero de 2010    | Valladolid           | España         | Recinto ferial                         |
| 6 de marzo de 2010       | La Rioja             | España         | Auditorio La Rioja                     |
| 8 de marzo de 2010       | Madrid               | España         | Metro de Madrid                        |
| 20 de marzo de 2010      | Valencia             | España         | Velódromo Luis Puig                    |
| 10 de mayo de 2010       | Valdemoro            | España         | Plaza de la constitución               |
| 20 de mayo de 2010       | Madrid               | España         |                                        |
| 22 de mayo de 2010       | Cuenca               | España         |                                        |
| 29 de mayo de 2010       | San Cugat del Vallés | España         | Teatre-Auditori Sant Cugat             |
| 6 de junio de 2010       | Puenteareas          | España         | Colegio Virgen de Os Remedios          |
| 26 de junio de 2010      | Alhaurín de la Torre | España         | Caseta municipal                       |
| 10 de julio de 2010      | Ribarroja del Turia  | España         | Explanada Fábrica La Pols              |
| 15 de julio de 2010      | Santurce             | España         | Recinto de Txosnas                     |
| 17 de julio de 2010      | Játiva               | España         | Nits al Castell                        |
| 7 de agosto de 2010      | Riveira              | España         | Plaza de España                        |
| 25 de agosto de 2010     | Mallorca             | España         | Estadio Son Moix                       |
| 27 de agosto de 2010     | Almería              | España         |                                        |
| 8 de septiembre de 2010  | Albacete             | España         | Centenario Feria de Albacete           |
| 25 de septiembre de 2010 | Jalisco              | México         | Glorieta La Minerva                    |

- Datos: Q25404468